# 倪嗣冲
倪嗣沖（1868年—1924年7月12日），原名毓桂，字丹忱。安徽阜阳倪新寨（今属阜南县）人。清末民初高级军事将领。

## 生平
倪1893年中秀才，后應秋闈，屡试不第，参加淮军。1895年（光緒21年）他参加袁世凱手下的新建陸軍。1907年（光緒33年）他花钱捐納為候補知府。東三省總督徐世昌任命他為奉天提法使、黑龍江民政使兼巡防軍翼長。1909年（宣統元年）錫良接替了徐世昌，倪被以瀆職的理由罷免。1911年（宣統3年）10月，他任河南布政使幫辦河南軍務，後調任安徽布政使。
1912年（民国元年），他任武衛右軍翼長、督辦皖魯豫蘇四省交界事宜。
1913年，任安徽清郷督辦、皖北鎮守使、安徽護軍使。7月27日，任安徽都督兼署民政長。
1914年（民国3年），他被授予“安武将軍”，督理安徽軍務。
1915年（民国4年）、袁世凱準備稱帝，倪嗣沖和其他14名北洋軍人推戴。同年12月、袁世凱稱帝時，封他為一等公。1916年（民国5年）4月，他任長江巡閲副使兼署安徽省長。其間，護国戰争爆發，袁世凱被迫取消帝制，並遭到全國上下反對，而倪嗣沖一直支持袁世凱。
1916年6月6日袁世凱病逝，倪嗣沖成爲段祺瑞爲首的皖系軍閥的中心人物之一，7月就任安徽省長。府院之争中，閣揆段祺瑞與總統黎元洪分庭抗禮，1916年9月倪策劃皖系督軍組織「十三省聯合会」（即督軍團）。
1917年（民国6年）5月23日，總統黎元洪免除段祺瑞總理職務，倪嗣冲于29日發電脫離中央。7月，張勳以辮軍入京，假意調停總統與閣揆，卻推行[張勳復辟|復辟]]時，擁立宣統帝，復辟滿清。倪嗣沖起初秘密支援張勳，但當段祺瑞組織討逆軍，開始討伐辮軍後，倪嗣沖態度丕變，就任南路討逆軍總司令，参加討伐張勳。張勳敗逃後，9月8日倪嗣沖任安徽督軍兼長江巡閲使，仍為皖系的中心。
1920年（民国9年）7月直皖戰争皖系敗北，倪於9月被罷免。此後他赴天津意租界居住，其间發展實業，投资了银行、纱厂、面粉厂、油漆公司等，於英、日租界广置地产。掌握了皖系资本的裕元集團、金城集团。
1924年（民国13年）7月12日，倪嗣沖57嵗逝於天津。

## 家庭
- 原配宁夫人
  - 长子：倪道杰
  - 次子倪道炯
    - 孙子倪晋埙娶天津"李善人家族"李典臣之女李家祺

  - 长女：倪道蕴，嫁安徽省长王普。
- 侧室李氏
  - 次女倪道颖，嫁天津"天成号韩家"后人韩扶生。
- 侧室陈氏
  - 儿子：倪道焘娶聂士成孙女聂静仪
  - 儿子：倪道熹，娶了徐世昌十弟徐世章的女儿徐续年。
- 侄子：倪道烺